# 1954 no teatro

## Nascimentos
| Data           | Nome              | Profissão                                  | Nacionalidade | Observações | Ref |
| -------------- | ----------------- | ------------------------------------------ | ------------- | ----------- | --- |
| 19 de março    | Herman José       | humorista e ator                           | Portugal      |             |     |
| 16 de junho    | Luísa Costa Gomes | escritora (conto, romance, teatro e ópera) | Portugal      |             |     |
| 28 de junho    | Daniel Dantas     | ator                                       | Brasil        |             |     |
| 10 de julho    | Lim Kay Tong      | ator, apresentador e jornalista            | Singapura     |             |     |
| 23 de novembro | Elizabeth Savalla | atriz                                      | Brasil        |             |     |
| 6 de dezembro  | António Feio      | ator e encenador                           | Portugal      | m. 2010     |     |

## Mortes
| Data        | Nome             | Profissão                     | Nacionalidade | Observações | Ref |
| ----------- | ---------------- | ----------------------------- | ------------- | ----------- | --- |
| 28 de junho | Cláudio de Sousa | médico, escritor e teatrólogo | Brasil        | n. 1876     |     |